# Hans Hadamowsky
Hans Hadamowsky (* 5. Februar 1906 in Purkersdorf; † 12. Dezember 1986) war ein österreichischer Oboist, Hochschullehrer und Komponist.

## Leben und Werk
Hans Hadamowsky erhielt als Kind zunächst Geigen- und Klarinettenunterricht, später dann Oboenunterricht bei Alexander Wunderer an der Wiener Musikakademie. Nach dem Abitur studierte er parallel Musikwissenschaft an der Universität Wien und wurde 1930 mit dem Thema Die Oboe bei Joh. Seb. Bach zum Dr. phil. promoviert. 1931 folgte die Diplomprüfung für Oboe und 1932 die Diplomprüfung für Komposition bei Franz Schmidt. 1936 wurde Hadamowsky Mitglied der Wiener Philharmoniker und blieb dies als Zweiter Oboist und Englischhornist bis zur Pensionierung 1970. Ab 1950 bekleidete er zudem eine Professur für Oboe und Musiktheorie an der Wiener Musikakademie. 1986 kam Hadamowsky bei einem Eisenbahnunfall ums Leben.
1973 publizierte Hadamowsky, der sich dem Klangideal der Wiener Oboe verpflichtet sah, im Selbstverlag das dreibändige Werk Die Klang- und Musiziertradition der Wiener Bläserschule, in dem erstmals versucht wurde, die Besonderheiten der Wiener Musiziertradition zu definieren. Im gleichen Jahr erschien, ebenfalls im Selbstverlag, eine Oboenschule in 10 Bänden. 
Hadamowsky trat auch als Komponist hervor, darunter eines Sextetts für Flöte, Oboe, Klarinette, Horn, Fagott und Harfe, das in einer Fassung für Bläserquintett und Orchester („Tanzsuite“) 1952 unter Hans Knappertsbusch uraufgeführt wurde.